# 东三省
东三省（转写：dergi ilan golo）为大清帝国东北部的行政区划概念。最早在雍正年间的官方文件中已出现这一名词。当时，盛京将军、吉林将军、黑龙江将军辖区的习惯性统称为东三省。其后，奉天省、吉林省、黑龙江省的称谓陆续出现:19。咸丰十年（1860年）之前的东三省还包括后来割让给俄罗斯帝国的外满洲地区。光绪三十二年（1907年），东三省正式建省，是谓奉天省、吉林省、黑龙江省。东三省也简称为“东省”，概念沿用至民国北洋政府时期。

## 军府统治

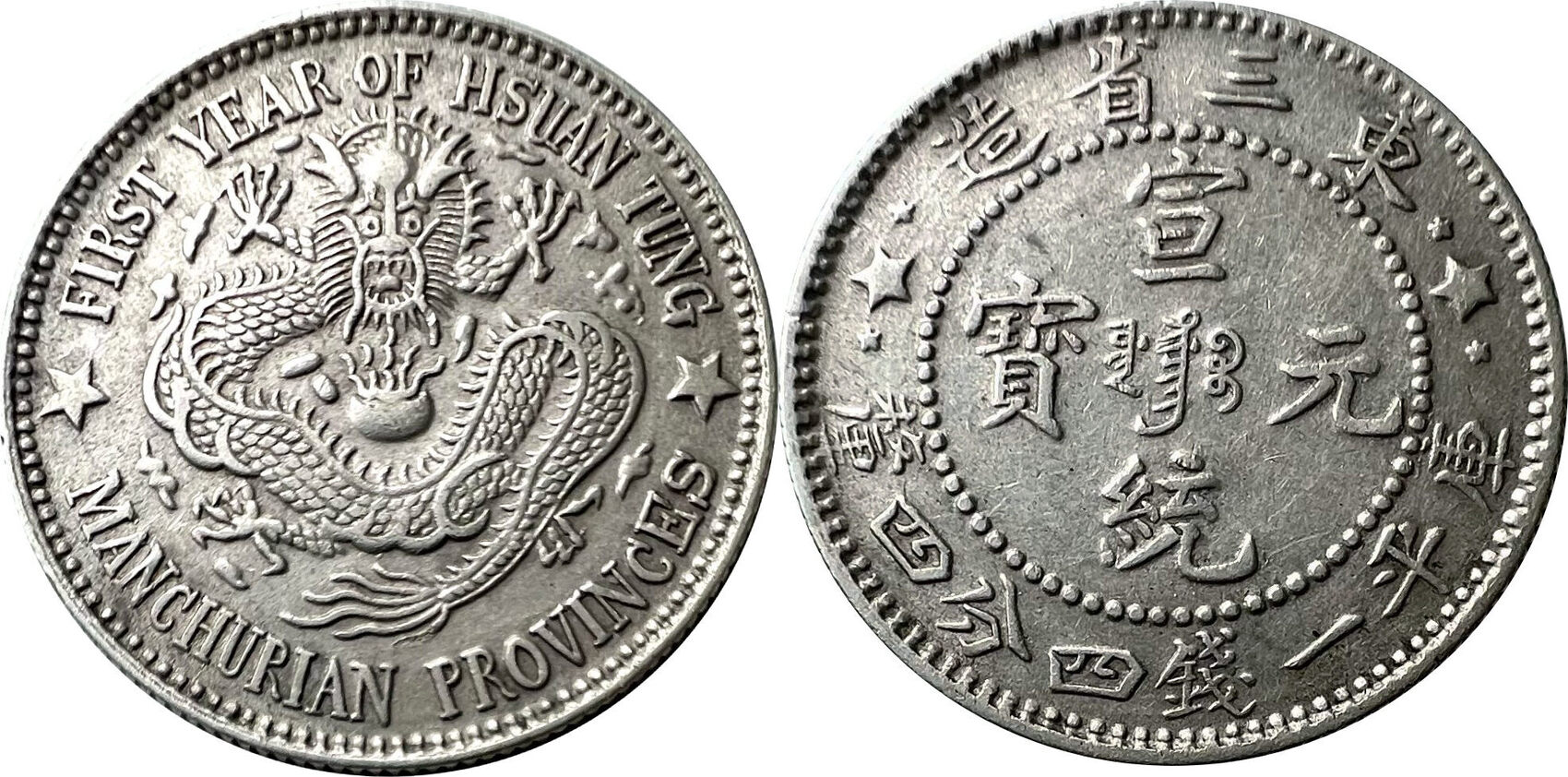
东三省造宣统元宝银元

满语的“省”（转写：golo）原意指“河床”，后引申为省、区域，清廷对藩部所称的“部”也适用此词。清朝的前身后金发源于今中国东北，东三省的称谓始于对关外三个驻防将军的别称。关外三将军即盛京将军、吉林将军、黑龙江将军。顺治元年（1644年）清军入关后在盛京以内大臣一人为留守，顺治三年（1646年），改为昂邦章京，是为盛京将军的前身；而设立最晚的黑龙江将军始于康熙二十二年（1683年）。
尽管三位駐防將軍辖区并不同于汉地的行省制，其所辖区域仍被别称为东三省:7，被清廷在官方档案中普遍使用。雍正年间，官方文件已提及东三省。乾隆年间，官方文件提及奉天省、吉林省。《户部乾隆五十四年民数、谷数黄册》中的奉天省，注明为二府四州八县。此奉天省即是盛京将军节制的奉天府府尹的辖区:19。

## 封禁及开禁
后金时期至清初，清朝不仅不禁止流民出关，而且还制定政策鼓励。例如顺治十年（1653年），设辽阳府，颁布《辽东招民开垦条例》，鼓励关内移民前来开垦。鼓励移民政策执行了15年，但实际的移民规模仍有限，于康熙七年（1668年）终止。
同年，清廷开始对关外的封禁。作为清朝滿人的“龙兴之地”，清廷将其隶属八旗的“在旗地”管辖，大部分旗地禁止汉人进入开垦，并在辽东一带设置柳条边。嘉庆八年（1803年）的上谕中也称“山海关外东三省地方，系满洲根本重地，原不准民人杂处”。然而关内农民仍大量流入八旗子弟不愿意回归的“故土”，对于“旗地”的封禁措施直到咸丰年间，因俄国兼并阿穆尔，清廷才決定开始全范围解除。
直至清末新政实施，清廷为了适应东北边疆和内地一体化的趋势，于光绪三十三年（1907年）改三将军为奉天巡抚、吉林巡抚、黑龙江巡抚，与关内省制统一，并设立东三省总督作为三省的最高长官。:313清朝灭亡後，东三省一称沿用至中华民国早期，常见于奉系统治的时代。

## 主要战争
该地曾爆发多起涉及俄罗斯帝国和日本帝国的大规模战争，在清廷衰微之际更成为列强争夺的主要地区，甚至在1900年八國聯軍之役被俄軍佔領全境。
- 雅克萨战役
- 甲午战争
- 庚子俄难
- 日俄战争